# Saltillo
Saltillo ist die Hauptstadt und mit 725.355 Einwohnern gleichzeitig die größte Stadt des mexikanischen Bundesstaates Coahuila und des Municipio Saltillo. In der Metropolregion, zusammen mit den Städten Ramos Arizpe und Arteaga, leben über 800.000 Menschen.
Die Stadt ist seit 1891 Sitz des Bistums Saltillo.

## Geografie
Saltillo liegt an der Panamericana, etwa 300 km südwestlich der Grenze zu den Vereinigten Staaten von Amerika und etwa 320 km südwestlich vom texanischen Laredo. Der Golf von Mexiko liegt etwa 350 km weiter südöstlich. Die Stadt liegt auf 1560 m über NN, die Gebirgskette Sierra Madre Oriental grenzt an die Stadt.

### Klima
|                       | Jan  | Feb  | Mär  | Apr  | Mai  | Jun  | Jul  | Aug  | Sep  | Okt  | Nov  | Dez  |   |       |
| Mittl. Tagesmax. (°C) | 19,7 | 21,2 | 24,7 | 27,1 | 29,6 | 29,8 | 29,2 | 28,7 | 26,5 | 24,7 | 22,5 | 20,1 | ⌀ | 25,3  |
| Mittl. Tagesmin. (°C) | 4,5  | 5,6  | 9,0  | 11,7 | 15,0 | 16,1 | 16,4 | 15,9 | 14,0 | 11,1 | 7,9  | 5,6  | ⌀ | 11,1  |
|                       |      |      |      |      |      |      |      |      |      |      |      |      |   |       |
| Niederschlag (mm)     | 16,7 | 10,2 | 7,1  | 17,4 | 34,6 | 39,0 | 59,4 | 65,9 | 60,2 | 29,0 | 11,8 | 18,0 | Σ | 369,3 |
|                       |      |      |      |      |      |      |      |      |      |      |      |      |   |       |
| Regentage (d)         | 4,0  | 2,6  | 1,9  | 3,4  | 5,5  | 6,1  | 8,9  | 9,3  | 8,0  | 5,2  | 2,8  | 3,7  | Σ | 61,4  |

| 4,5 |

| 5,6 |

| 9,0 |

| 11,7 |

| 15,0 |

| 16,1 |

| 16,4 |

| 15,9 |

| 14,0 |

| 11,1 |

| 7,9 |

| 5,6 |

| 4,5 |

| 5,6 |

| 9,0 |

| 11,7 |

| 15,0 |

| 16,1 |

| 16,4 |

| 15,9 |

| 14,0 |

| 11,1 |

| 7,9 |

| 5,6 |

## Geschichte
Saltillo wurde 1577 vom Kapitän Alberto del Canto während einer gemeinsamen spanisch-portugiesischen Expedition unter dem Namen Santiago del Saltillo gegründet und 1591 arbeiteten hier bereits 400 Eingeborenenfamilien für die Eroberer.
1811 wurde nahe der Stadt Miguel Hidalgo gefangen genommen. 1824 wurde Saltillo Hauptstadt von Coahuila und Texas. Am 5. November 1827 wurde die Stadt zu Ehren der Helden im Mexikanischen Unabhängigkeitskrieg umbenannt in Leona Vicario, aber 2. April 1831 zurückbenannt in Saltillo. 1836 spaltete sich Texas infolge seines Unabhängigkeitskrieges von Mexiko ab.
1840 sagten sich nördliche Provinzen von Mexiko ab und gründeten die Republik Rio Grande. Die Zentralregierung schickte Truppen und besiegte die Rebellen unter anderem in der Schlacht von Saltillo. Saltillos Geschichte ist eng mit der Geschichte der USA verknüpft und spielte im Mexikanisch-Amerikanischen Krieg eine wichtige Rolle. 1847 wurde etwas südlich von Saltillo die Schlacht von Buena Vista geschlagen, bei der der US-General Zachary Taylor mit seinen Truppen über den mexikanischen General Santa Anna einen für den Kriegsverlauf wichtigen Sieg errungen hat. Die Casa de Juárez in Saltillo wurde nach dem Reformer, Helden der mexikanischen Revolution und Präsidenten Benito Juárez benannt, der hier lebte.
Eine Legende sagt, dass man in einem Berg der Sierra Madre Oriental die Form des Führers Zapalinamé sieht. Saltillo ist die älteste Stadt Nordmexikos.

## Wirtschaft und Infrastruktur

### Industrie
Saltillos wichtigste Exporte sind die Saltillo-Fliesen und die in Saltillo gesponnenen Sarapes.
Wegen der Automobilindustrie wird Saltillo auch „Detroit“ Mexikos genannt. Es gibt Betriebsstätten von General Motors, von Daimler und dem Traktorhersteller John Deere vertreten ist.
Der Produktionsstandort von CIFUNSA produziert 1,7 Millionen Kfz-Batterien jährlich, hauptsächlich für den US-amerikanischen Markt.
Weitere Standbeine der lokalen Wirtschaft sind die Metallverarbeitung und die keramische Industrie.

### Verkehr
In der Stadt fahren viele Taxis.
Durch Saltillo verläuft die Bundesstraße 58 und im Westen hat die Stadt Anbindung an die autobahnähnliche Bundesstraße 40.
Saltillo besitzt mit dem Plan de Guadalupe International einen eigenen Flughafen. Vom Stadtgebiet zum Flughafen braucht man etwa 15 Minuten. Täglich fliegen Flugzeuge von Saltillo nach Mexiko-Stadt und Houston (Texas).

## Sehenswürdigkeiten
Der Alameda-Zaragoza-Park ist der größte Park in der Stadt und hat einen künstlichen See.
Sehenswerte Gebäude sind der Palacio de Gobierno, die Kathedrale, das Ateneo Fuente und das Instituto Tecnológico de Saltillo. Die Stadt hat auch zahlreiche Museen. Die größten sind das Museo de las Aves de México (Museum der Vögel Mexikos) und das Museo del Desierto (Wüstenmuseum), das sich auf Geographie und Geologie der Chihuahua-Wüste spezialisiert hat und ein Kaktus-Gewächshaus mit Dutzenden Arten von Kakteen aufweist. Ebenfalls interessant sind die Skulpturen auf der Plaza Nueva Tlaxcala, die Statue mit Wasserspielen auf der Plaza de Armas, die Kirche San Esteban aus dem 16. Jahrhundert und die Kathedrale von Saltillo.

## Ausbildung
In der Stadt befinden sich die Universitäten Universidad Autónoma de Coahuila, die Universidad de Saltillo und das Instituto Tecnológico de Saltillo sowie die Sprachschulen Alianza Franco-Mexicana, American School of Saltillo und das Mexican North-American Cultural Relations Institute.

## Städtepartnerschaften
Saltillo listet folgende fünfzehn Partnerstädte auf:
| Stadt            | Land                         | Typ              |
| ---------------- | ---------------------------- | ---------------- |
| Akuapim          | Ghana                        | unbelegt         |
| Alma             | Québec, Kanada               | belegt           |
| Auburn Hills     | Michigan, Vereinigte Staaten | belegt           |
| Austin           | Texas, Vereinigte Staaten    | aktiv, seit 1968 |
| Córdoba          | Argentinien                  | belegt           |
| Coyoacán, Mexiko | Mexiko                       | belegt           |
| Fort Worth       | Texas, Vereinigte Staaten    | belegt           |
| Fredericton      | New Brunswick, Kanada        | belegt           |
| Guadalajara      | Jalisco, Mexiko              | unbelegt         |
| Guatemala        | Guatemala                    | belegt           |
| Holguín          | Kuba                         | belegt           |
| Itagüí           | Antioquia, Kolumbien         | belegt           |
| Lansing          | Michigan, Vereinigte Staaten | belegt           |
| Los Andes        | Valparaíso, Chile            | belegt           |
| Ōtsu             | Kinki, Japan                 | unbelegt         |
| San José         | Costa Rica                   | belegt           |
| Sankt Petersburg | Russland                     | unbelegt         |
| Sanming          | Fujian, Volksrepublik China  | unbelegt         |
| Tlaxcala         | Mexiko                       | belegt           |
| Windsor          | Ontario, Kanada              | seit 1994        |

## Persönlichkeiten
- Placido Herrera (1927–2000), Radrennfahrer
- Enrique Martínez y Martínez (* 1948), Politiker
- Ángela Ruiz (* 2006), Bogenschützin